# 차익거래
차익거래(差益去來, 영어: arbitrage) 또는 재정거래란 서로 다른 두 개 이상의 시장에서의 가격 차이를 이용하여 수익을 내는 거래를 말한다. 주로 대형 펀드 등에서 컴퓨터 프로그램을 이용한 알고리즘 트레이딩을 통해 짧은 시간 단위로 꾸준히 수익을 내는 방식으로 사용된다.

## 개념
일물일가의 법칙(law of one price)은 효율적인 시장에서 모든 개별적인 상품이 하나의 고정적인 가격을 지녀야 한다는 내용의 법칙이지만, 내용상 같은 상품이라도 그 형태가 다를 경우, 약간의 시간차를 두고 가격 차이가 발생하게 된다.
예를 들면 선물 시장의 가격과 현물 시장의 가격 차이를 이용하여, 선물이 비싸지고 현물이 싸질 때는 현물을 사고 선물을 파는 전략을, 선물이 싸지고 현물이 비싸질 때는 현물을 팔고 선물을 사는 전략을 구사할 수 있다. 이와 같은 것을 '지수차익거래'라고 부른다.
또한 외환 시장에서 달러, 엔화, 유로화 등의 환율이 달라지는 것을 이용하여 비싼 화폐를 팔고 싼 화폐를 사는 전략을 구사할 수도 있다.

## 지수차익거래
지수차익거래(Index arbitrage)란 가장 대표적인 차익거래의 일종이다. 선물지수가 현물지수보다 높아 현물 가격이 오를 것으로 예상되면 콘탱고(contango)라 하여 선물을 팔고 주식 현물을 사며, 선물지수가 현물지수보다 낮아 현물 가격이 하락할 것으로 예상되면 백워데이션(backwardation)이라 하여 현물을 팔고 선물을 사들인다.
하지만 실제로는 선물지수에 이론 베이시스를 더한 수치와 현물지수를 비교하여 차익거래를 하는 게 다수이다. 선물이나 옵션같은 파생상품에는 시간가치가 들어가 있기 때문이다. 시간가치는 만기일에 가까워질 수록 약해지지만, 만기일이 되기 전에는 시간가치가 분명히 존재한다. 그래서 시간가치를 더한 지수를 이론가라 하며, 실제 지수가 이론가를 상회하면 선물을 팔고 현물을 사며, 이론가를 하회하면 선물을 사고 현물을 파는 거래가 이루어진다.
지수차익거래의 매수차익잔고나 매도차익잔고가 쌓여버리면 옵션만기일이나 쿼드러플위칭데이 때 한꺼번에 청산될 우려가 있기 때문에 주식시장에는 큰 부담으로 작용한다.
지수차익거래는 알고리즘 트레이딩 분야에서 가장 많이 쓰이는 방식이기 때문에, 흔히 '프로그램 매매'라 하면 바로 지수차익거래를 뜻하는 경우가 많다. 그러나 최근에는 알고리즘이 다양화되고 있기 때문에 지수차익거래만을 지칭하기 위해 프로그램 매매라는 어휘를 사용하는 것은 적합하지 못하다.

## 같이 보기
- 알고리즘 트레이딩
- 가상화폐 재정거래

## 참고 문헌
- Dark Pools: The Rise of the Machine Traders and the Rigging of the U.S. Stock Market by Scott Patterson (Jun 25, 2013)
- When genius failed: The rise and fall of Long-Term Capital Management. Lowenstein, R. Random House, 2000